# ألفريدو موريرا
ألفريدو موريرا (1 نوفمبر 1938 بسيتوبال في البرتغال - ) هو لاعب كرة قدم برتغالي في مركز الدفاع. شارك مع منتخب البرتغال لكرة القدم. أما مع النوادي، فقد لعب مع سبورتينغ لشبونة.

## وصلات خارجية
- ألفريدو موريرا على موقع قاعدة بيانات كرة القدم.إي يو (الإنجليزية)
- ألفريدو موريرا على موقع ناشيونال فوتبول تيمز (الإنجليزية)
- ألفريدو موريرا على موقع عالم كرة القدم.نت (الإنجليزية)